# Thomas Hanghey
Thomas Hanghey war ein britischer, vermutlich schottischer, Fußballspieler auf der Position des Verteidigers.
Hanghey kam Ende des 19. Jahrhunderts aus beruflichen Gründen nach Mexiko, um in der  Fabrik Santa Gertrudis de Yute in Orizaba zu arbeiten. Gemäß den Aufzeichnungen des Libro de Oro del Fútbol Mexicano war Hanghey der wichtigste Wegbegleiter von Duncan Macomish bei Gründung des Orizaba Athletic Club im Jahr 1898 bzw. dessen Fußballabteilung im Jahr 1901.
Mit der von ihm mit gegründeten Mannschaft des Orizaba AC ging er als erster Fußballmeister Mexikos in die Geschichte des mexikanischen Fußballs ein.
Im Gegensatz zu vielen anderen Spielern der Meistermannschaft von 1902/03, die bald nach Abschluss ihrer beruflichen Tätigkeit in ihre Heimatländer (Schottland und England) zurückkehrten, blieb Hanghey – ebenso wie sein Landsmann Duncan Macomish und die englischen Brüder John und Thomas Hogg – über seine berufliche Tätigkeit hinaus in Mexiko.

## Erfolge
- Mexikanischer Meister: 1902/03